# Лук огородный
Лук огоро́дный, или Лук овощно́й, или Лук полево́й (лат. Állium oleráceum) — многолетнее травянистое растение, вид рода Лук (Allium) семейства Луковые (Alliaceae).

## Распространение и экология
В природе ареал вида охватывает всю территорию Европы. Растение натурализовалось повсеместно в районах с умеренным климатом.
Произрастает по лугам, степям, склонам, в кустарниках, иногда как сорное.

## Ботаническое описание
Луковица яйцевидная, диаметром около 1 см, наружные оболочки буроватые или сероватые, с тонкими параллельными жилками. Стебель высотой 25—50 см, на треть или на половину одетый гладкими, реже шероховатыми, влагалищами листьев.
Листья в числе трёх — четырёх, узколинейные, шириной 1—2 мм, более менее свёрнутые, гладкие или шероховатые, короче стебля.
Чехол в два — три раза длиннее зонтика. Зонтик с луковичками, пучковатый или пучковато-полушаровидный, рыхлый, немногоцветковый, очень редко с одними луковичками без цветков. Цветоножки неравные, в два — четыре, до шести, раз длиннее околоцветника, обычно изогнутые; листочки узко-колокольчатого околоцветника зеленоватые или чаще розоватые, длиной 6—7 мм, равные, линейно-продолговатые, тупые, с закруглённой верхушкой, часто снабжённой очень небольшим кончиком. Нити тычинок цельные, равны листочкам околоцветника, на 1⁄5 между собой и с околоцветником сросшиеся, шиловидные; пыльники жёлтые. Столбик выдаётся из околоцветника.
Створки коробочки обратно-сердцевидные, длиной около 6 мм.

## Хозяйственное значение и применение
Листья и луковицы лука огородного можно употреблять в пищу.

## Таксономия
Вид Лук огородный входит в род Лук (Allium) семейства Луковые (Alliaceae) порядка Спаржецветные (Asparagales).
|  |                                      |  |                                                             |                                                             |                   |  | ещё 24 семейства (согласно Системе APG II) | ещё 24 семейства (согласно Системе APG II) |                     |  |  |  | ещё более 870 видов |
|  |                                      |  |                                                             |                                                             |                   |  | ещё 24 семейства (согласно Системе APG II) | ещё 24 семейства (согласно Системе APG II) |                     |  |  |  | ещё более 870 видов |
|  |                                      |  |                                                             | порядок Спаржецветные                                       |                   |  |                                            |                                            | род Лук             |  |  |  |                     |
|  |                                      |  |                                                             | порядок Спаржецветные                                       |                   |  |                                            |                                            | род Лук             |  |  |  |                     |
|  | отдел Цветковые, или Покрытосеменные |  |                                                             |                                                             | семейство Луковые |  |                                            |                                            | вид Лук огородный   |  |  |  |                     |
|  | отдел Цветковые, или Покрытосеменные |  |                                                             |                                                             | семейство Луковые |  |                                            |                                            |                     |  |  |  |                     |
|  |                                      |  | ещё 44 порядка цветковых растений (согласно Системе APG II) | ещё 44 порядка цветковых растений (согласно Системе APG II) |                   |  |                                            | ещё около 300 родов                        | ещё около 300 родов |  |  |  |                     |
|  |                                      |  |                                                             | ещё 44 порядка цветковых растений (согласно Системе APG II) |                   |  |                                            |                                            | ещё около 300 родов |  |  |  |                     |

### Синонимы
По данным The Plant List на 2010 год, в синонимику вида входят:
- Allium complanatum Boreau
- Allium intermedium G.Don, nom. illeg.
- Allium oxypetalum G.Don
- Allium parviflorum Thuill., nom. illeg.
- Allium scabrum Gilib., nom. inval.
- Allium virens Lam.
- Allium virescens Lam.
- Cepa oleracea (L.) Bernh.
- Codonoprasum alpicola Jord. & Fourr.
- Codonoprasum complanatum (Boreau) Fourr.
- Codonoprasum intermedium Rchb.
- Codonoprasum oleraceum (L.) Rchb.
- Codonoprasum viridiflorum Schur
- Porrum oleraceum (L.) Moench
- Raphione oleracea (L.) Salisb., nom. inval.